# 江瀚

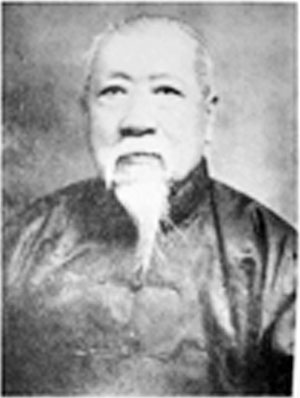

江瀚（1857年12月18日—1935年12月17日），字叔海，號石翁，室名慎所立齋，福建长汀人，中国近代学者、教育家、诗人。曾任京师图书馆馆长、故宫博物院理事长。

## 生平
1893年，江瀚任重庆东川书院山長。1896年，他兼任致用书院主讲。1897年，他应湖南學政江標之聘到长沙湘水校经堂任讲习。1904年，他到日本考察教育。1905年，他出任江苏高等学堂监督兼總教習。1906年，他代理兩級師範學堂監督。1906年4月，他任清政府学部总务司行走，署京師大學堂師範館監督兼教務提調。1907年，他升任学部参事官。不久，他辭去師範館監督的职务，到直隸、山東、河南考察學務。1910年，他任京师大学堂京学分科教授，并兼任女子师范学堂总理。
1912年，他被中华民国北京政府教育部任命为京师图书馆馆长，在任职期间，1912年8月27日京师图书馆正式开馆。1914年，他任北京政府政事堂礼治馆总编纂。1915年，他担任参政院参政。1916年，他任总统府顾问。1926年，他被故宮博物院維持會推為會長。1928年，他任京师大学校代理校长，故宫博物院理事，后升任理事长。
1935年12月17日，江瀚逝世。 